# Kapittel
Een kapittel, ook kathedraal kapittel, collegiaal kapittel of stift, is een geestelijke gemeenschap of bestuurscollege. Meestal betreft het een gemeenschap van katholieke of anglicaanse geestelijken, verbonden aan een kathedraal, kapittelkerk of klooster. De naam kapittel werd aan dit college gegeven omdat tijdens bijeenkomsten in de kapittelzaal een kapittel of hoofdstuk uit de Bijbel werd voorgelezen. De leden van een dergelijk kapittel heten seculiere kanunniken. Ook aan bepaalde kloosters en ridderorden zijn kapittels verbonden; in dat geval wordt gesproken van een regulier kapittel en reguliere kanunniken. Daarnaast kan een kapittel diverse andere betekenissen hebben.

## Etymologie
Kapittel komt van het latijn capitulum of capitellum, hoofdstuk of hoofd. Hoofd in de betekenis van belangrijk, aan het hoofd van of waar de belangrijkste gebeurtenis of beslissing plaatsvindt. Capitulum was oorspronkelijk het verkleinwoord van caput, hoofd; in het Laatlatijn kregen beide (verklein-)woorden de oude betekenis van hoofd

## Regulier kapittel
Onder reguliere kapittels verstaat men kapittels die een kloosterregel volgen. Leden van een dergelijke kloosterorde worden niet aangeduid als monniken maar kanunniken of koorheren. Voorbeelden zijn de Augustijner koorheren, de antonieters en de kruisheren.

## Seculier kapittel
Ter onderscheiding van kapittels verbonden aan kloosters, worden andere kerkelijke kapittels aangeduid als seculiere kapittels. 'Seculier' of 'wereldlijk' geeft aan dat deze kanunniken geen kloosterregel volgen. Collegiale (of seculiere) kapittels komen tegenwoordig nog maar weinig voor. Tot de Franse tijd (in de Noordelijke Nederlanden tot de reformatie) waren dit vaak machtige feodale instellingen, waar veelal niet-ervende zonen uit adellijke families onderdak vonden.

## Andere betekenissen
- De wekelijkse bijeenkomst van monniken in de kapittelzaal van een klooster ter bespreking van de gang van zaken, wordt eveneens kapittel genoemd. De uitdrukking kapittelen voor het publiekelijk bespreken en bestraffen van iemands fouten is hieruit voortgekomen.
- De leden van een aantal kloosterorden, zoals de bedelorden en andere reguliere congregaties, komen om de zoveel jaar bijeen in vergadering. Deze grote samenkomsten worden eveneens kapittels genoemd. Als het om de leden (of hun vertegenwoordigers) van een provincie binnen zo'n orde gaat, spreekt men van een provinciaal kapittel, dat ook gerechtigd is de provinciaal te verkiezen. Wanneer vertegenwoordigers van alle ordesprovincies wereldwijd samenkomen, spreekt men van een generaal-kapittel; daar kiest men de generaal-overste.
  - De oude ridderlijke orden, zoals de Johannieterorde en de Duitse Orde, komen eveneens in een kapittel bijeen om de zaken van hun orde te regelen.
  - Ook modernere orden als de Orde van Maria Theresia kennen een kapittel. Bij de Nederlandse ridderorden is het kapittel van de Militaire Willems-Orde belast met het bestuur van de orde. Sinds 1994 is er ook een Kapittel voor de Civiele Orden, dat adviseert over benoemingen in de Orde van de Nederlandse Leeuw, de Orde van Oranje-Nassau en de Erepenning voor Menslievend Hulpbetoon.
- Tijdens een bedevaart worden vaak groepen pelgrims ingedeeld in bedevaartkapittels, meestal met dezelfde nationaliteit, leeftijdscategorie of doelgroep.
- Binnen de Orde van Vrijmetselaren onder het Hoofdkapittel der Hoge Graden is een kapittel het equivalent van een vrijmetselaarsloge.

## Afgeleide termen
- Domkapittel of kathedraalkapittel: het bestuurscollege van een kathedraal(kerk) of domkerk.
- Kapittelheer: priester die in een kapittel zetelt, dus kanunnik (bij een domkapittel: domheer)
- Kapittelbank: koorbank
- Kapittelbankje: bankje in de kapittelzaal waar een monnik zijn zonden belijdt en zijn straf hoort uitspreken
- Kapittelen: iemand ernstig de les lezen, iemand streng berispen
- Kapitteldag
- Kapittelvergadering
- Kapittelzaal
- Kapittelkerk
- Kapittelschool, vergelijk kathedraalschool
- Kapittelstok(je)
  - een aan het eind van een lint of dun kettinkje bevestigd metalen staafje, ten dele glad, ten dele gekarteld, dat men tussen de bladen van een bijbel legde, ter aanwijzing van het kapittel waar men bij het lezen gebleven was
  - gouden staafje om een halssnoer te bevestigen